# Ore no imōto ga konna ni kawaii wake ga nai
Ore no imōto ga konna ni kawaii wake ga nai (俺の妹がこんなに可愛いわけがない), viết tắt là Oreimo (俺妹), là một series light novel Nhật Bản sáng tác bởi Fushimi Tsukasa được minh họa bởi Kanzaki Hiro. Câu truyện xoay quanh về học sinh cao trung Kōsaka Kyōsuke người phát hiện ra em gái của mình Kōsaka Kirino là một otaku với một bộ sưu tập khổng lồ về anime moe và eroge chủ đề em gái mà cô bí mật sưu tập chúng. Kyōsuke nhanh chóng sau đó trở thành bạn tâm gian của Kirino về sở thích bí mật của cô.
ASCII Media Works đã phát hành 17 tập light novel dưới ấn hiệu Dengeki Bunko từ tháng 8 năm 2008 đến tháng 9 năm 2021. Một manga chuyển thể do Ikeda Sakura thực hiện được đăng dài kỳ trên Dengeki G's Magazine của ASCII Media Works từ năm 2009 đến năm 2011. AIC đã sản xuất một bộ anime dài 12 tập vào năm 2010 và bốn tập bổ sung được phát trực tuyến vào năm 2011. A-1 Pictures đã sản xuất mùa anime thứ hai gồm 13 tập vào năm 2013 và ba tập nữa được phát trực tuyến vào cuối năm đó. Bandai Namco Games đã phát triển ba visual novel từ năm 2011 đến năm 2013 dành cho hệ máy PlayStation Portable và PlayStation 3.

## Cốt truyện
Kosaka Kyosuke, một học sinh trung học 17 tuổi bình thường sống ở Chiba, đã không thân thiết với em gái Kirino của mình trong nhiều năm. Trong nhiều lần, Kirino đã bỏ qua những lần đến và đi của anh ta và nhìn anh ta với đôi mắt cự tuyệt.  Dường như mối quan hệ giữa Kyosuke và em gái anh, giờ đã mười bốn tuổi, sẽ tiếp tục theo cách này mãi mãi.  Tuy nhiên, một ngày nọ, Kyosuke tìm thấy một hộp DVD về một cô gái phép thuật đã rơi ở lối vào nhà anh.  Trước sự ngạc nhiên của Kyosuke, anh ta tìm thấy một eroge ẩn giấu bên trong nội dung của đĩa và anh ta sớm biết rằng cả DVD và trò chơi đều thuộc về Kirino.  Tối hôm đó, Kirino mang Kyosuke đến phòng của mình và tiết lộ mình là một otaku với một bộ sưu tập lớn moe anime và eroge có chủ đề em gái mà cô đã thu thập được trong bí mật. Kyosuke trở nên thân thiết với Kirino vì sở thích bí mật của cô.  Bộ truyện sau đó theo những nỗ lực của Kyosuke để giúp em gái của mình hòa giải cuộc sống cá nhân với những sở thích bí mật của mình, đồng thời khôi phục mối quan hệ tan vỡ của họ và đi đến thỏa thuận với tình cảm thực sự của họ dành cho nhau.

## Nhân vật

### Nhân vật chính
Kōsaka Kyōsuke (高坂 京介)
Lồng tiếng: Yuichi Nakamura, Mami Fujita(trẻ)
Kyosuke là nhân vật chính 17 tuổi của Oreimo.  Anh ta có một mối quan hệ xa cách với em gái của mình, và cảm thấy rằng điều này sẽ không bao giờ thay đổi.  Tuy nhiên, điều này đột nhiên thay đổi khi anh tìm thấy một trong những đĩa phim eroge của cô và, sau khi đối mặt với cô, anh biết rằng cô là một otaku.  Thông qua trải nghiệm này, anh nhận ra rằng anh biết rất ít về em gái mình, bao gồm cả cô là một người mẫu cũng như một học sinh gương mẫu.  Anh quyết định trở thành anh trai tuyệt vời của cô.  Mặc dù Kyosuke đã lớn tuổi, nhưng em gái anh nói chung là người chiếm ưu thế trong mối quan hệ của họ, với Kyosuke chỉ đứng lên đối phó với cô trong những tình huống thực sự nghiêm trọng.  Kyosuke ban đầu tuyên bố thích một cuộc sống tương đối yên bình và đơn giản, nhưng khi anh muốn tận hưởng thời gian với em gái nhiều đến mức anh trở nên cô đơn khi không có cô.  Kyosuke đã giúp Ruri kết bạn và tham gia Câu lạc bộ nghiên cứu trò chơi với cô ấy trong năm thứ ba khi Ruri trở thành đàn em của mình.  Kyosuke hẹn hò với Ruri trong kỳ nghỉ hè nhưng cô chia tay anh. Trong manga spin-off Oreimo: Kuroneko, hai người trở lại với nhau mười năm sau đó như một kết thúc thay thế cho câu chuyện kinh điển được viết trong các light novel ban đầu.
Trong quá khứ, Kyosuke có điểm số tốt và là người chạy nhanh nhất ở trường tiểu học.  Anh ấy cũng có xu hướng tự mình gánh vác mọi thứ, nghĩ rằng không có gì mà anh ấy không thể đạt được, và thường nói "Để lại cho tôi".  Tuy nhiên, sau một tai nạn đi bộ đường dài, Kyosuke đã bị Manami thuyết phục rằng anh không nên cố gắng quá nhiều trong mọi việc, điều này đã thay đổi mạnh mẽ tính cách của anh.  Anh ta biến thành một người chỉ muốn sống một lối sống bình thường, và việc học hành và thể thao của anh ta trở nên tồi tệ hơn theo thời gian. Sự bất hạnh của anh thì khỏi phải nói luôn khi mà có một cô em gái mệnh danh là “Siêu cấp tối thượng”, chuyện tình yêu, sở thích, không gian riêng và mọi thứ của anh đều không bao giờ là hoàn hảo khi có một cô em gái như thế.